# Југославија на Европском првенству у атлетици у дворани 1973.
Југославија учествовала је на 4. Европском првенству у дворани 1973 одржаном у Ротердаму, Холандија, 10. и 11. марта.
На првенству у Ротeрдаму Југославију је представљало четворо спортиста (3 мушкараца и 1 жена) који су се такмичили у 5 дисциплина.
Југославија је освојила прву златну медаљу на европским првенствима у дворани. Освојио ју је Лучано Сушањ победивиши у трци на 400 метара резултатом 46,38 сек. што је нови рекорд европских првенстава у дворани и национални рекорд. Наведени резултат био је и светски рекорд (електронско мерење), али није ратификован од стране ИААФ 
Према броју освојених медаља Југославија је са 1 златном медаљом и 8 бодова делила 9 место са Мађарском, Италијом и Уједињеним Краљевством. Медаље је освајало 16 земаља, од 24 које су учествовале. У табели успешности према броју и пласману такмичара који су учествовали у финалним такмичењима (првих 8 такмичара) Југославија је са 3 учесника у финалу и 13 освојених бодова заузела 13. место, од 22 земље које су имале представнике у финалу. Једино Данска и Исланд нису имали ниједног финалисту.
| Пл. | Земља | 1. место | 2. место | 3. место | 4. место | 5. место | 6. место | 7. место | 8. место | Бр. фин. Бод. |
| --- | ----- | -------- | -------- | -------- | -------- | -------- | -------- | -------- | -------- | ------------- |
| 13. | СФРЈ  | 1 − 8    | −        | −        | −        | 1 − 4    | −        | −        | 1 − 1    | 3 − 13        |

## Учесници
| Бр. | Дисциплина | Име                                      | Мушкарци | Жене | Укупно |
| --- | ---------- | ---------------------------------------- | -------- | ---- | ------ |
| 1.  | 400 м      | Лучано Сушањ, АК Кварнер, Ријека         | 1        |      | 1      |
| 2.  | 800 м      | Јоже Међимурец, АК Партизан, Београд     | 1        |      | 1      |
| 3.  | Скок увис  | Снежана Хрепевник, АК 21. мај, Београд   |          | 1    | 1      |
| 4.  | Скок удаљ  | Милан Спасојевић, АК Раднички Крагујевац | 1        |      | 1      |
| 4.  | Троскок    | Милан Спасојевић, АК Раднички Крагујевац | 1        |      | 1      |
|     | Укупно (5) |                                          | 3        | 1    | 4      |

## Освајачи медаља
- Лучано Сушањ — 400 метара

## Резултати

### Мушкарци
| Атлетичар        | Дисциплина | Лични рекорд | Квалификације | Квалификације | Полуфинале | Полуфинале | Финале     | Финале | Детаљи |
| Атлетичар        | Дисциплина | Лични рекорд | Резултат      | Место         | Резултат   | Место      | Резултат   | Место  | Детаљи |
| ---------------- | ---------- | ------------ | ------------- | ------------- | ---------- | ---------- | ---------- | ------ | ------ |
| Лучано Сушањ     | 400 м      |              | 46,83 КВ      | 1. у гр. 4    | 46,73 КВ   | 1. у пф. 1 | 46,38 СР   |        |        |
| Јоже Међимурец   | 800 м      |              | 1:50,04 КВ    | 2. у гр. 1    |            |            | 1:49,65 ЛР | 5./18  |        |
| Милан Спасојевић | скок удаљ  |              |               |               |            |            | 7,27 ЛР    | 8. / 8 |        |
| Милан Спасојевић | троскок    |              | 15,63         | 10. / 11      |            |            |            |        |        |

### Жене
| Атлетичарка       | Дисциплина | Лични рекорд | Финале   | Финале | Детаљи |
| Атлетичарка       | Дисциплина | Лични рекорд | Резултат | Место  | Детаљи |
| ----------------- | ---------- | ------------ | -------- | ------ | ------ |
| Снежана Хрепевник | скок увис  | 1,79         | 1,80 ЛР  | 10/17  |        |

## Биланс медаља Југославије после 4. Европског првенства у дворани 1970—1973.
|     | Земља  |   |   |   |   | УП  |
| 1.  | 1970.  | 0 | 0 | 1 | 1 | =12 |
| 2.  | 1971.  | 0 | 0 | 0 | 0 | =16 |
| 3.  | 1972.  | 0 | 0 | 0 | 0 | =19 |
| 4   | 1973.  | 1 | 0 | 0 | 1 | =9  |
| 1-4 | Укупно | 1 | 0 | 1 | 2 | 14  |
| --- | ------ | - | - | - | - | --- |

|                                        | Атлетичар/ка                           |                                        |                                        |                                        |                                        |                                        |
| Није било вишеструких освајача медаља. | Није било вишеструких освајача медаља. | Није било вишеструких освајача медаља. | Није било вишеструких освајача медаља. | Није било вишеструких освајача медаља. | Није било вишеструких освајача медаља. | Није било вишеструких освајача медаља. |
| -------------------------------------- | -------------------------------------- | -------------------------------------- | -------------------------------------- | -------------------------------------- | -------------------------------------- | -------------------------------------- |

## Југословенски освајачи медаља  после  4. Европског првенства 1970—1973.
|    | Атлетичар/ка   | м | ж | ЕП       | Дисциплина |   |   |   |   |
| -- | -------------- | - | - | -------- | ---------- | - | - | - | - |
| 1. | Јоже Међимурец | м |   | 1970.    | 800 м      |   |   |   | 1 |
| 2. | Лучано Сушањ   | м |   | 1973.    | 400 м      |   |   |   | 1 |
|    | Укупно         | 2 | 0 | 1970—73. |            | 1 | 0 | 1 | 2 |